# Take My Breath
Take My Breath è un singolo del cantante canadese The Weeknd, pubblicato il 6 agosto 2021 come primo estratto dal quinto album in studio Dawn FM.

## Pubblicazione
Il 2 agosto 2021 l'artista ha archiviato tutti i post presenti sul proprio profilo Instagram, facendo intuire l'inizio di una nuova era. Poco dopo ha reso disponibile un visual intitolato The Dawn Is Coming, correlato da uno snippet della versione strumentale del brano. Sono stati infine svelati titolo, data di pubblicazione e copertina del singolo, assieme ad un'intervista fatta al cantante dal periodico GQ e un video promozionale realizzato per i Giochi olimpici di Tokyo 2020.

## Video musicale
Il video musicale, anticipato da Tesfaye sulla rete sociale e diretto dai Cliqua, è stato reso disponibile su YouTube in concomitanza con il lancio del singolo.

## Tracce
Testi e musiche di Abel Tesfaye, Ahmad Balshe, Max Martin e Oscar Holter.
Download digitale – 1ª versione
1. Take My Breath – 3:40

CD, download digitale – 2ª versione
1. Take My Breath – 3:40
2. Take My Breath (Instrumental) – 3:40
3. Take My Breath (Extended) – 5:51

## Formazione
Musicisti
- The Weeknd – voce, programmazione, batteria, basso, tastiera
- Max Martin – programmazione, batteria, basso, tastiera
- Oscar Holter – programmazione, batteria, basso, tastiera
- Elvira Anderfjärd – cori
- Mattias Johansson – violino
- David Bukovinszky – violoncello
- Mattias Bylund – ARP String Ensemble
- Magnus Sjölander – percussioni
- Shellback – batteria

Produzione
- Max Martin – produzione
- Oscar Holter – produzione
- The Weeknd – produzione
- Sam Holland – ingegneria del suono
- Șerban Ghenea – missaggio
- John Hanes – assistenza al missaggio
- Dave Kutch – mastering
- Kevin Peterson – assistenza al mastering
- Mattias Bylund – registrazione e montaggio strumenti ad arco

## Classifiche

### Classifiche settimanali
| Classifica (2021-22) | Posizione massima |
| -------------------- | ----------------- |
| Argentina            | 41                |
| Australia            | 9                 |
| Austria              | 24                |
| Belgio (Fiandre)     | 4                 |
| Belgio (Vallonia)    | 3                 |
| Bulgaria             | 2                 |
| Canada               | 3                 |
| Croazia              | 2                 |
| Danimarca            | 7                 |
| Finlandia            | 11                |
| Francia              | 17                |
| Germania             | 18                |
| Grecia               | 3                 |
| India                | 5                 |
| Irlanda              | 11                |
| Islanda              | 4                 |
| Italia               | 49                |
| Libano               | 2                 |
| Lituania             | 10                |
| Norvegia             | 9                 |
| Nuova Zelanda        | 12                |
| Paesi Bassi          | 17                |
| Perù                 | 107               |
| Polonia              | 4                 |
| Portogallo           | 11                |
| Regno Unito          | 13                |
| Repubblica Ceca      | 24                |
| Romania              | 50                |
| Russia               | 6                 |
| Singapore            | 17                |
| Slovacchia           | 10                |
| Spagna               | 73                |
| Stati Uniti          | 6                 |
| Sudafrica            | 16                |
| Svezia               | 8                 |
| Svizzera             | 10                |
| Ungheria             | 20                |
| Vietnam              | 83                |

### Classifiche di fine anno
| Classifica (2021) | Posizione |
| ----------------- | --------- |
| Belgio (Fiandre)  | 44        |
| Belgio (Vallonia) | 31        |
| Canada            | 44        |
| Croazia           | 64        |
| Danimarca         | 92        |
| Francia           | 159       |
| Islanda           | 48        |
| Paesi Bassi       | 92        |
| Polonia           | 55        |
| Russia            | 36        |
| Stati Uniti       | 89        |
| Svizzera          | 85        |
| Ungheria          | 73        |
| Classifica (2022) | Posizione |
| Belgio (Fiandre)  | 81        |
| Canada            | 43        |
| Russia            | 103       |

## Date di pubblicazione
| Paese                 | Data           | Formato                          | Nota          |
| --------------------- | -------------- | -------------------------------- | ------------- |
| Mondo                 | 6 agosto 2021  | CD, download digitale, streaming | [ 59 ] [ 60 ] |
| Italia                | 6 agosto 2021  | Contemporary hit radio           | [ 61 ]        |
| Regno Unito           | 6 agosto 2021  | Contemporary hit radio           | [ 62 ]        |
| Stati Uniti d'America | 9 agosto 2021  | Adult contemporary radio         | [ 63 ]        |
| Stati Uniti d'America | 10 agosto 2021 | Contemporary hit radio           | [ 64 ]        |
| Stati Uniti d'America | 10 agosto 2021 | Rhythmic contemporary            | [ 65 ]        |